# Carborane

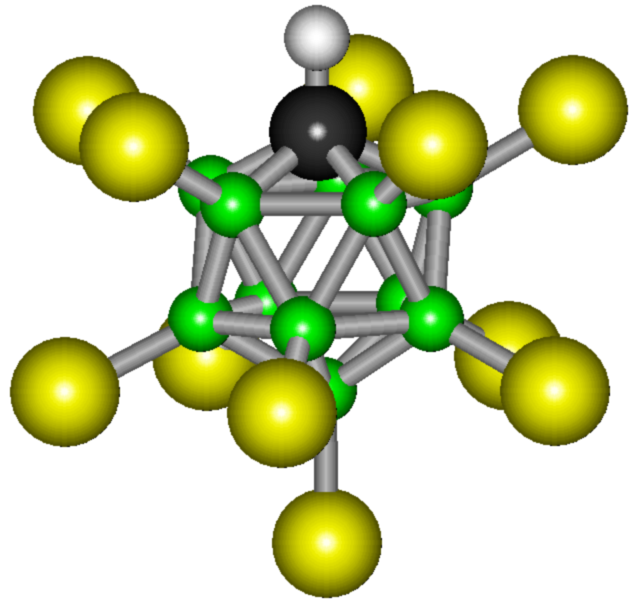
3D-Modell des Anions der Carboransäure. Grün = Boratome, Gelb = Halogenatome, Schwarz = Kohlenstoffatom, Weiß = Wasserstoffatom

Carborane (gemäß IUPAC: Carbaborane) sind Borane, bei denen ein oder mehrere Boratome durch Kohlenstoffatome ersetzt sind, zum Beispiel das luftstabile B10C2H12. Sie haben die allgemeine Formel [(CH)a(BH)mHb]c. Die CH-Gruppen besetzen Polyedereckpunkte und die anderen Wasserstoffatome sind entweder verbrückend oder endständig.
Carborane bilden auch Anionen, etwa das Dicarbollid B9C2H112−, welche wiederum stabile Komplexe mit Metallionen bilden. Solche Komplexe, von denen schon eine sehr große Anzahl charakterisiert worden ist, sind oft gute Katalysatoren, so zum Beispiel für die Hydrierungs-Reaktion.
Die Molekülstrukturen, die man bei Carboranen findet, ähneln denjenigen, die man für Borane beobachtet. Man kann sie mit Hilfe der Wade-Regeln voraussagen und verstehen. Ein häufiges Strukturelement ist das Ikosaeder oder ein Ikosaederausschnitt.

## Herstellung
Es gibt eine Vielzahl von Darstellungsweisen, eine vielgenutzte Möglichkeit besteht in der Reaktion eines Borans mit Ethin in der Hitze oder in einer stillen elektrischen Entladung.
Andere Möglichkeiten sind die Pyrolyse von Methylboran und die Brellochs-Reaktion.

## Carboransäure
Die fluorierte Carboransäure (Formel H(CHB11F11)) ist die stärkste bisher hergestellte Supersäure, sie ist noch stärker als die chlorierte Variante H(CHB11Cl11). Die Verbindung wurde im Jahr 2014 veröffentlicht. Die Säure ist in der Lage iso-Butan bei Raumtemperatur zu protonieren.